# Али Мухаммед ан-Нимр
Али Мухаммед Бакир ан-Нимр (على محمد باقر النمر) — житель Саудовской Аравии, который, будучи подростком, участвовал в массовых демонстрациях 2011—2012 в ходе Арабской весны. Был арестован в феврале 2012 и приговорён к смертной казни в мае 2014. С 23 сентября 2015 года ожидает ратификации приговора королём Салманом ибн Абдул-Азиз Аль Саудом. Приговор будет осуществлён через обезглавливание и распятие. После обезглавливания тело будет выставлено напоказ в деревянной раме.
Эксперты Организации Объединённых Наций сочли суд над ан-Нимром несправедливым и призвали остановить исполнение приговора. С аналогичным призывом выступили президент Франции Франсуа Олланд и премьер-министр Мануэль Вальс. Позднее к ним присоединилась Великобритания.
Правозащитники утверждают, что его признательные показания были добыты с применением пыток, а на момент совершения вменяемого преступления он был несовершеннолетним подростком, что делает его казнь незаконной.
Являлся племянником шиитского богослова и активиста шейха Нимра Бакира ан-Нимра, который был казнён 2 января 2016 года.